# Julius von Bose

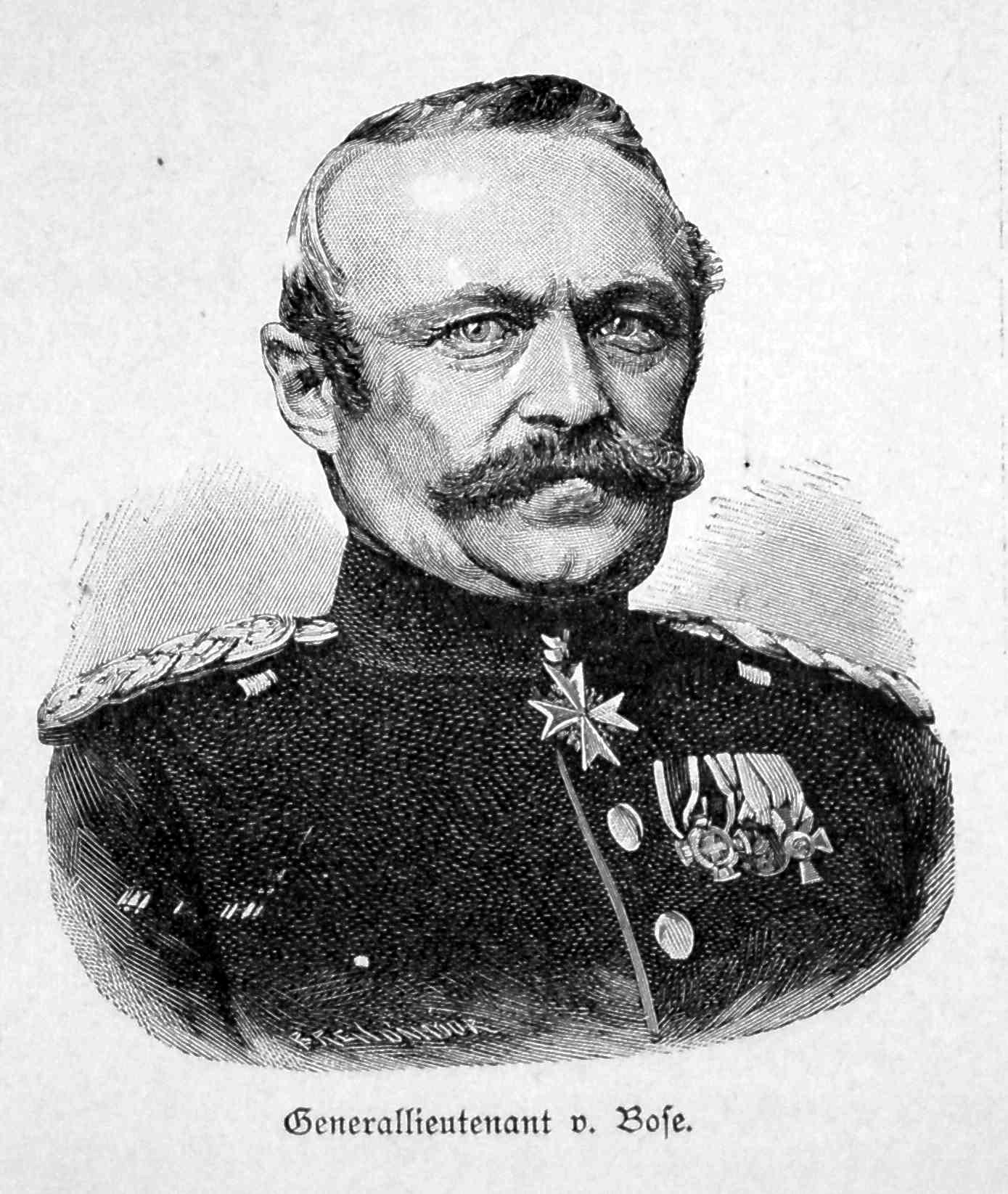
Generalleutnant Julius von Bose

Friedrich Julius Wilhelm Graf von Bose (* 12. September 1809 in Sangerhausen; † 22. Juli 1894 in Hasserode) war ein preußischer General der Infanterie.

## Leben

### Herkunft
Julius entstammte dem Adelsgeschlecht von Bose und war der Sohn des sächsischen Rittmeisters Ernst Gottlieb von Bose (1772–1845) und dessen Ehefrau Johanna Sophie Friederike, geborene Lüttich (1781–1855).

### Militärkarriere
Bose war ab 1821 Page am Hof zu Weimar und trat 1826 als Musketier in das 26. Infanterie-Regiment der Preußischen Armee ein. Er wurde 1829 Sekondeleutnant und besuchte von 1832 bis 1835 die Allgemeine Kriegsschule. Von seinem Abgang aus der Kriegsschule bis 1852 war er Adjutant, zuletzt beim Generalkommando des IV. Armee-Korps. Im Anschluss war er etwa ein Jahr Kompaniechef im 27. Infanterie-Regiment und wurde 1853 als Major in den Generalstab versetzt. 1858 wurde er Chef des Generalstabes des IV. Armee-Korps. Nachdem er seit 1860 als Oberst das hohenzollersche Füsilier-Regiment Nr. 40 geführt hatte, wurde er 1861 ins Kriegsministerium berufen und vertrat bei den Landtagsverhandlungen die Position der Regierung mit großer Energie.
Ab 1864 war Bose Generalmajor. Er führte im Deutschen Krieg 1866 die 15. Infanterie-Brigade hervorragend. Im Kampf bei Podol schritt er seinen Truppen mit einem Gewehr in der Hand zum Nachtangriff voran. Auch an den Schlachten von Münchengrätz, Königgrätz, Göding, Holitsch und bei Blumenau nahm er teil und wurde dafür ausgezeichnet. Nach dem Friedensschluss wurde Bose zum Generalleutnant und Kommandeur der 20. Division in Hannover befördert. Gemäß A. K. O. vom 26. Juni 1869 wurde ihm das Recht zuteil, die Uniform à la suite des 31. Infanterie-Regiments zu Erfurt zu tragen. Beim Ausbruch des Deutsch-Französischen Krieges erfolgte die Ernennung zum Kommandierenden General des XI. Armee-Korps. Am 6. August 1870 wurde Bose in der Schlacht bei Wörth zweimal verwundet. So konnte er erst wieder 1871 an die Spitze seiner Truppen gehen. Für seine Verdienste in diesem Krieg erhielt er eine Dotation in Höhe von 100.000 Talern.
1873 wurde Bose zum General der Infanterie ernannt und Chef des Infanterie-Regiments Nr. 31, das nach seinem Tod seinen Namen erhielt. Im Oktober 1876 erhielt er die Ehrenbürgerschaft der Stadt Kassel. Am 6. April 1880 wurde Bose unter Erhebung in den Grafenstand und unter Belassung in seiner Stellung als Chef des Infanterie-Regiments Nr. 31 mit Pension zur Disposition gestellt.

### Familie
Bose hatte sich am 31. Dezember 1835 in Benneckenbeck mit Johanna Therese von Alemann (1807–1891) verheiratet. Aus der Ehe gingen folgende Kinder hervor:
- Maria (* 1836)
- Ernst Georg Werner (1839–1878), preußischer Rittmeister ⚭ Elisabeth Freiin Grote (* 1839) aus dem Hause Schauen

### Auszeichnungen
- Orden der Eisernen Krone III. Klasse am 15. Juni 1852
- Ehrenritter des Johanniterordens am 19. Januar 1854
- Kommandeur des Schwertordens mit Stern
- Ritter des ö.k. Leopold-Ordens am 19. Dezember 1863
- Russischer Orden der Heiligen Anna II. Klasse am 11. Juni 1864
- Pour le Mérite am 20. September 1866
- Eisernes Kreuz (1870) II. und I. Klasse
- Großkreuz des Württembergischen Militärverdienstordens am 18. März 1871
- Großkreuz des Philipps-Ordens am 10. Juli 1873
- Großkreuz des Roten Adlerordens mit Eichenlaub und Schwertern am 12. September 1874
- Alexander-Newski-Orden am 24. Juni 1875
- Schwarzer Adlerorden am 8. Oktober 1876
- Kreuz und Stern der Großkomture des Königlichen Hausordens von Hohenzollern am 18. Januar 1878

## Namensgeber
Nach Bose wurden benannt:
- das Fort XI. vor Straßburg erhält den Namen Fort Bose am 1. September 1873
- 1894 das 1. Thüringische Infanterie-Regiment Nr. 31 (Die Thüringer Garde)
- die Bosestraße in Berlin-Tempelhof (1897)
- der Bosepark in Berlin-Tempelhof
- der Boseplatz in Wiesbaden (1912–1958)
- die Bose-Bergmann-Kaserne in Wentorf bei Hamburg (bis 1994)[2]

## Porträt
Nach seinem Tod fertigte der Maler Karl Ziegler 1900 ein Porträt des Grafen Bose. Es befindet sich heute in der Sammlung der Alten Nationalgalerie Berlin.